# Gleb Yakunin
Gleb Yakunin Pavlovich (en ruso: Глеб Павлович Якунин; 4 de marzo de 1934 - 25 de diciembre de 2014) fue un sacerdote y disidente ruso, que luchó por el principio de la libertad de conciencia en la Unión Soviética. Fue miembro del Grupo de Helsinki de Moscú, y fue elegido miembro del Parlamento ruso  para el periodo 1990-1995.

## Vida
Gleb Yakunin nació en una familia de músicos. Estudió biología en el Instituto Agrícola de Irkutsk. Se convirtió al cristianismo a finales de la década de 1950, después de entrar en contacto con Alexander Men, y se graduó del Seminario Teológico de Moscú de la Iglesia Ortodoxa Rusa en 1959. En agosto de 1962 fue ordenado sacerdote y fue nombrado para la iglesia parroquial en la ciudad de Dmitrov, cerca de Moscú.
Junto con el sacerdote Nikolai Eschliman, Yakunin escribió una carta abierta en 1965 al Patriarca de Moscú, Alejo I, en la que sostenía que la Iglesia tiene que ser liberado del control total del Estado soviético. La carta fue publicada como samizdat ("auto-publicación", es decir, prensa clandestina). En represalia por esto, se le prohibió continuar su ministerio sacerdotal en la parroquia en mayo de 1966. Aleksandr Solzhenitsyn apoyó a Gleb Yakunin y Nikolai Eschliman en su carta al Patriarca Alejo.
En 1976 se creó el Comité de los Cristianos para la Defensa de los Derechos de los Creyentes en la URSS. Publicó varios cientos de artículos sobre la supresión de la libertad religiosa en la Unión Soviética. Estos documentos fueron utilizados por disidentes de todas las denominaciones religiosas. Yakunin fue arrestado y condenado por agitación antisoviética el 28 de agosto de 1980. Fue mantenido en la prisión del KGB Lefórtovo hasta 1985, y luego en un campo de trabajo conocido como "Perm 37". Más tarde, fue castigado por el asentamiento involuntario en Yakutia.
Gleb Yakunin fue miembro de la comisión creada para la investigación del intento de golpe soviético de 1991 y presidido por Lev Ponomariov, y con ello se ganó el acceso a los archivos secretos de la KGB. En marzo de 1992 publicó materiales sobre la cooperación entre el Patriarcado de Moscú y la KGB. Afirmó que los nombres en clave de varios agentes de la KGB de alto rango en la Iglesia Ortodoxa fueron los del Patriarca Alejo II, Mitropolitans Filaret de Kiev, Pitrim de Volokolamsk, y otros. La iglesia rusa excomulgado a Yakunin en 1993.

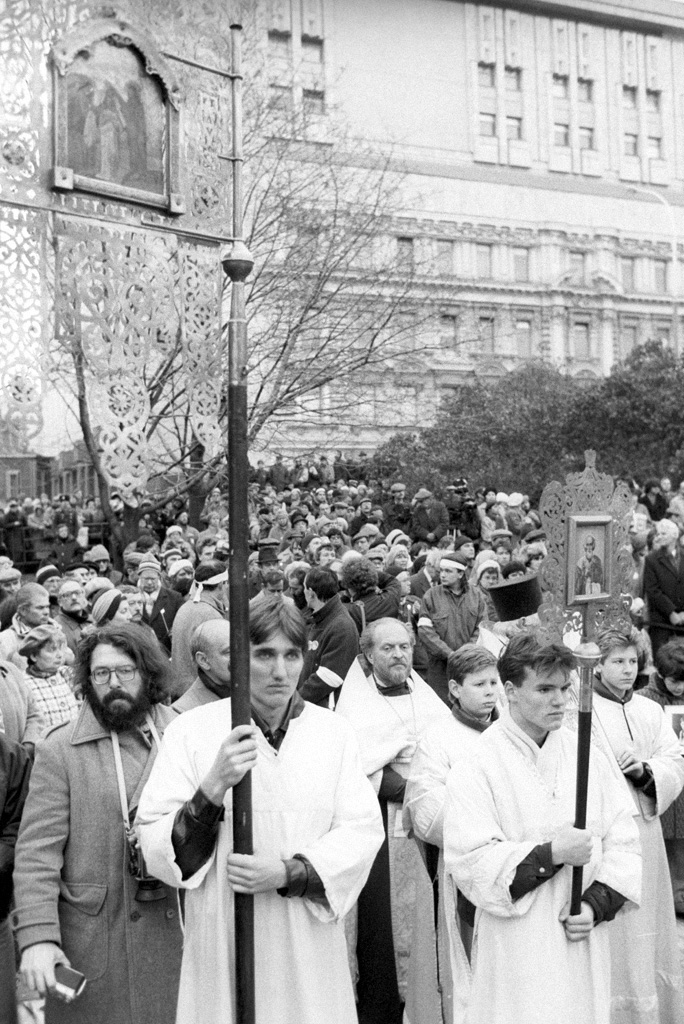
"Apertura del monumento a las víctimas de la represión política". Yakunin (centro de la segunda fila) la realización de un servicio para las víctimas de las represiones políticas estalinistas ante la Piedra Solovetski en el campamento de propósito especial, entonces Solovetsky (Monasterio Solovetsky) establecido en frente de la sede de la KGB en la Plaza Lubyanskaya, Moscú, el 30 de octubre de 1990.

Gleb Yakunin fue uno de los organizadores de la alianza democrática "Elección de Rusia" en 1993, antes de la apertura de la Asamblea Constituyente de Rusia llamada por el presidente ruso Borís Yeltsin. Se convirtió en un delegado Duma Estatal en representación del partido "Rusia Democrática" en 1996. Se creó el Comité para la Defensa de la Libertad de Conciencia en 1995. Criticó la ley "Sobre la libertad de conciencia y asociaciones religiosas", aprobada por la Duma e hizo numerosas declaraciones en favor de los derechos humanos en Rusia.
Como es tradicional para los párrocos ortodoxos, Gleb Yakunin estaba casado y tiene tres hijos: María, Alejandro y Ana.
Murió a la edad de 80 años tras una larga enfermedad el 25 de diciembre de 2014.

## Escritos
- Gleb Yakunin, Lev Regelson: "Christians under communist rule: How Shall we Answer the Call?" Appeal at D. 5. Plenary assembly D. Ökumeni advice D. Churches. Faith in the Second World, Küsnacht, 1978
- Gleb Yakunin, Lev Regelson: Letters from Moscow: Religion and Human Rights in the USSR. Keston College, Keston/San Francisco, 1978
- Gleb Yakunin: O sovremennom polozhenii Russkoi Pravoslavnoi Tserkvi i perspektivakh religioznogo vozrozhdeniya Rossii: Doklad Khristianskomu Komitetu zashchitu prav veruyushchikh v SSSR. Posev, Frankfurt am Main 1979
- Sergei Pushkarev, Vladimir Rusak, Gleb Yakunin: Christianity and Government in Russia and the Soviet Union: Reflections on the Millennium. Westview press, Boulder/London 1989, ISBN 0-8133-7524-X

### His writings
- Biography and photo album of Gleb Yakunin Archivado el 25 de diciembre de 2014 en Wayback Machine. (en ruso)
- Interview with Portal-Credo.ru (en ruso)
- Declaration on the church rights of Orthodox Communities and Eparchies (en inglés)

### Iglesia Ortodoxa Rusia
- Christopher Andrew and Vasili Mitrokhin, "The Sword and the Shield", Chapter 28, The Penetration and Persecution of the Soviet Churches, 1999
- Russia: the Orthodox Church and the Kremlin's New Mission - by Victor Yasmann, RFE/RL, April 10, 2006.
- Russia: Introduction of Religious Curriculum Studied, RFE/RL, September 7, 2006
- Letter by David Satter
- Chekists in Cassocks: The Orthodox Church and the KGB - by Keith Armes
- The Russian Orthodox Church under Patriarch Aleksii II and the Russian State: An Unholy Alliance? - by Leslie L. McGann
- The Battle for the Russian Orthodox Church - by Vladimir Moss
- The Orthodox Church at the End of the Millenium, 1990-2000 by Vladimir Moss
- The Betrayal of the Church - by Edmund W. Robb and Julia Robb, 1986
- The Yakunin vs. Dvorkin Trial and the Emerging Religious Pluralism in Russia - by Marat S. Shterin and James T. Richardson
- "U.S. Food Aid Through Patriarchate May Be Abused, Priest Says; Distributor Tied to Illegal Activity & Trafficking in Parts of Unborn Babies" - by Russia Reform Monitor n.º 584, February 11, 1999

### Otros
- Yakov Krotov and his library
- G.Yakunin. Religion and Human Rights. Letters from Moscow

- Datos: Q705873
- Multimedia: Gleb Yakunin / Q705873